# Johann Casimir (Nassau-Weilburg)
Johann Casimir von Nassau(-Saarbrücken)-Weilburg (Gleiberg) (* 24. September 1577 in Ottweiler; † 29. März 1602 in Wehen, beigesetzt in Weilburg) war der Begründer der nur wenige Jahre bestehenden Linie Nassau-Gleiberg.

## Leben

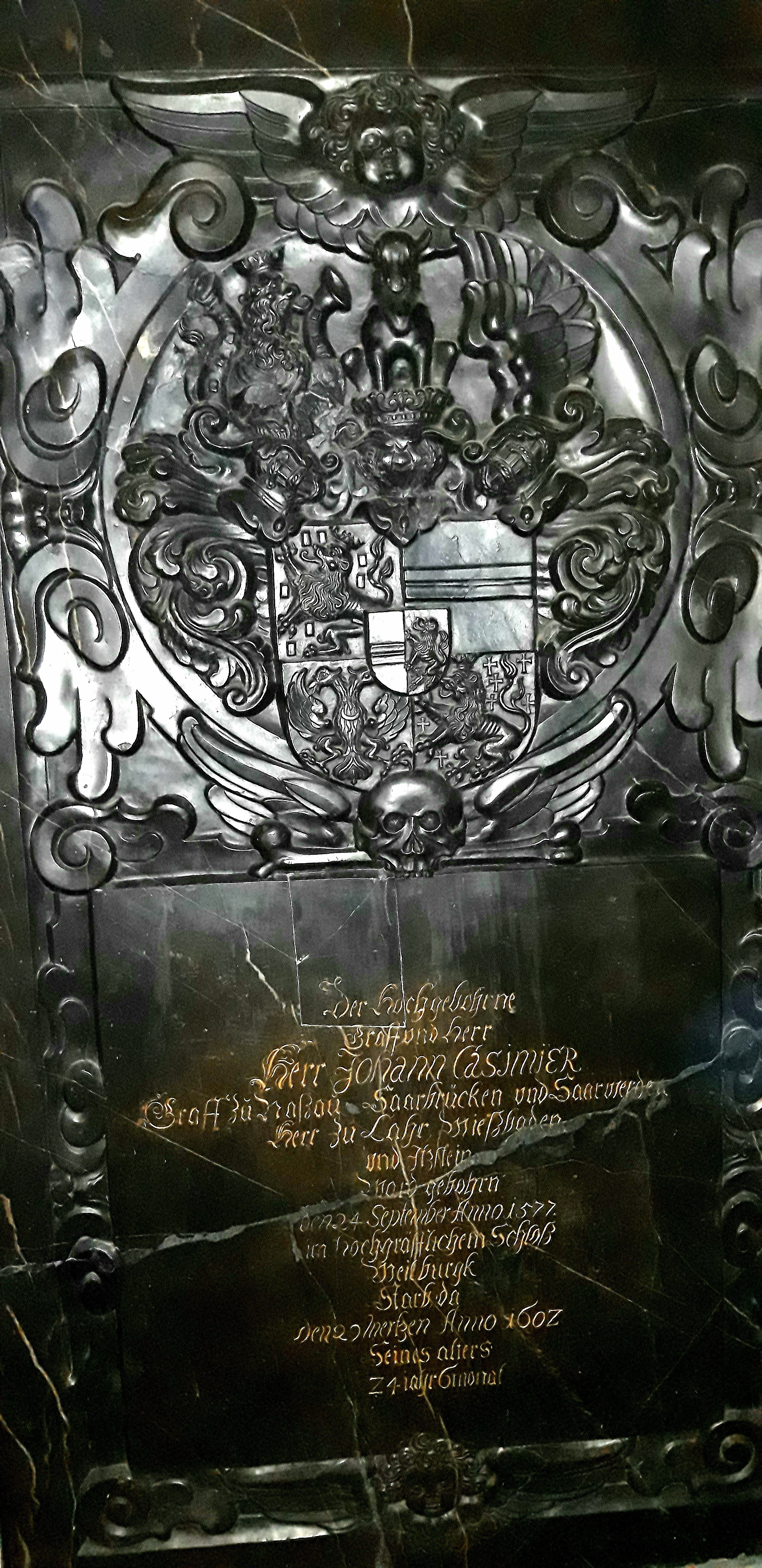
Epitaph des Grafen Johann Casimir, Schlosskirche Weilburg

Er war das elfte Kind von Graf Albrecht von Nassau-Weilburg-Ottweiler (1537–1593) und seiner Frau Gräfin Anna von Nassau-Dillenburg (1541–1616), Tochter des Grafen Wilhelm von Nassau-Dillenburg (1487–1559). Nachdem am 11. November 1593 sein Vater verstorben war, wurde sein Onkel Graf Philipp III. von Nassau-Saarbrücken zum Vormund bestellt. Schon am 6. März 1594 trafen die Brüder Ludwig II., Wilhelm von Nassau-Weilburg und Johann Casimir eine sogenannte Mutscharung. Ihr Onkel war ihnen dabei behilflich. Danach wählte Ludwig II. als Ältester Ottweiler, Wilhelm erlangte per Los Weilburg, so dass Johann Casimir Gleiberg erhielt.
Da die „Residenz“ Burg Gleiberg nicht so komfortabel war wie die beiden anderen, sollte Johann Casimir von seinem Bruder Wilhelm 4.000 Gulden und von seinem Bruder Ludwig 2.000 Gulden erhalten, um seine Residenz entsprechend ausbauen zu können. In der Mutscharung wurde außerdem bestimmt, dass die Festen Homburg, Blieskastel, Lahr, Bensdorf und Helflingen gemeinsam verwaltet werden und somit als „Gemeinschaft“ erhalten blieben – sogenannte verbriefte und unverbriefte Schulden wurden nach einem festgelegten Schlüssel auf die drei Brüder verteilt.
Die Grafenwitwe und Mutter, Anna von Nassau-Dillenburg erhielt das Amt Wehen als Witwensitz zugesprochen.
Im gleichen Jahr schloss Graf Philipp III. von Nassau-Saarbrücken mit seinen Neffen einen Erbvertrag, da er keine männlichen Nachkommen hatte. Danach sollten alle Ländereien unter den Brüdern aufgeteilt werden. Außerdem sollte seine einzige Tochter Anna Amalie, die mit Graf  Georg von Nassau-Dillenburg verheiratet war, ein Erbe in Höhe von 20.000 Gulden erhalten.
Am 19. November 1597 starb Wilhelm von Nassau-Weilburg, so dass sein Erbe zur Disposition stand. Die überlebenden Brüder Ludwig II. und er erklärten das Erbe zum gemeinsamen Besitz und regierten diesen gemeinsam. 1599 wurde der junge Graf aus der Vormundschaft entlassen und regierte seinen Besitz von nun an alleine.
Graf Philipp III. von Nassau-Saarbrücken setzte am 22. Juli 1601 einen neuen Vertrag zu Gunsten seiner Neffen auf und legte unter anderem fest, dass Johann Casimir das Amt Weilburg, Merenberg, Löhnberg, Alt- und Neuweilnau, die Stadt Usingen, das Stockheimer Gericht, das Amt Nassau, Sonnenberg, Wehen, Kirberg, Reichelsheim, Stauf und das Kloster Rosenthal erhalten sollte. Graf Philipp III. starb am 12. März 1602, wodurch die Brüder das festgelegte Erbe erlangten. Bevor jedoch das Erbe angetreten werden konnte, verstarb Johann Casimir am 29. März 1602 – erst fünf Monate nach seinem Tod wurde sein einziges Kind, die Tochter Anna Eleonore geboren.
Graf Johann Casimir von Nassau-Gleiberg wurde in Weilburg beigesetzt. Mit seinem Tod erlosch die Linie und sein gesamtes Erbe fiel an den einzigen noch lebenden Bruder, an Graf Ludwig II.

## Familie
Johann Casimir heiratete am 9. Mai 1601 Prinzessin Elisabeth von Hessen-Darmstadt (1579–1655), Tochter des Landgrafen Georg von Hessen-Darmstadt (1547–1596). Bereits im Vorjahr wurde ein Ehevertrag ausgehandelt. Hiernach erhielt die Braut eine Mitgift in Höhe von 24.000 Gulden, sowie eine Morgengabe in Höhe von weiteren 3.000 Gulden. Das sogenannte Beilager wurde am Hochzeitstag abgehalten. Das Paar hatte nur ein Kind:
- Anna Eleonore (9. September 1602–7. September 1685), ⚭ (25. Mai 1625) Herzog Ludwig Friedrich von Württemberg-Mömpelgard, Mutter von Herzog Georg II. zu Württemberg-Mömpelgard.

## Weblink
- Nassau-Saarbrücken-Weilburg, Johann Casimir Graf von. Hessische Biografie. (Stand: 24. September 2024). In: Landesgeschichtliches Informationssystem Hessen (LAGIS).

| Vorgänger | Amt                                | Nachfolger                     |
| --------- | ---------------------------------- | ------------------------------ |
| Albrecht  | Graf von Nassau-Weilburg 1593–1602 | Ludwig II. von Nassau-Weilburg |

| Personendaten    | Personendaten                                                                      |
| ---------------- | ---------------------------------------------------------------------------------- |
| NAME             | Johann Casimir                                                                     |
| ALTERNATIVNAMEN  | Johann Casimir von Nassau-Gleiberg; Johann Casimir von Nassau-Saarbrücken-Weilburg |
| KURZBESCHREIBUNG | Begründer der Linie Nassau-Gleiberg                                                |
| GEBURTSDATUM     | 24. September 1577                                                                 |
| GEBURTSORT       | Ottweiler                                                                          |
| STERBEDATUM      | 29. März 1602                                                                      |
| STERBEORT        | Wehen                                                                              |